# Северна Херцеговина
Северна Херцеговина или Горња Херцеговина је микрорегија у Херцеговини. Територију ове регије представљају јабланичка, прозорска, и коњичка подручја. Вегетација Северне Херцеговине се видно разликује од остатка Херцеговине и више личи на Средњу Босну. Клима је хладнија, умереноконтинентална, док је у остатку Херцеговине клима типична медитернска и субмедитеранска. Голог крша има пуно мање него нпр. у Источној Херцеговини. Центар ове регије је Коњиц, а општина Коњиц, која припада Северној Херцеговини, је највећа у БиХ. Остала два града у овој регији су Јабланица и Прозор.